# Jack Wilshere
Jack Andrew Garry Wilshere (* 1. Januar 1992 in Stevenage) ist ein ehemaliger englischer Fußballspieler und heutiger -trainer. Wilshere wurde bereits zu Beginn der Saison 2008/09 Profifußballer und stand den Großteil seiner Laufbahn beim FC Arsenal unter Vertrag. Der linksfüßige offensive Mittelfeldspieler kam zumeist auf der linken oder rechten Seite zum Einsatz, obwohl er in den Jugend- und Reservemannschaften zuvor in der Regel direkt hinter den Angreifern im Zentrum gespielt hatte.

## Karriere

### Verein

#### Anfänge
Im Alter von neun Jahren schloss sich Jack Wilshere 2001 der Nachwuchsabteilung des FC Arsenal an. Dort wurde er im weiteren Verlauf nicht nur Kapitän der U-16-Auswahl des Vereins, sondern kam auch 2007 als 15-Jähriger bereits in der U-18-Mannschaft zum Zuge. Wilshere nahm im Sommer 2007 am Champions Youth Cup teil und im Anschluss daran beförderte ihn Akademie-Trainer Steve Bould mit einem Einsatz in der Startelf dauerhaft in die U-18. Weitere Aufmerksamkeit lenkte er auf sich, als ihm drei Tore zum 7:1-Erfolg gegen die U-18 des FC Watford gelangen. Am Ende der Saison gewann er mit Arsenal die Gruppe A der Akademiemeisterschaft.

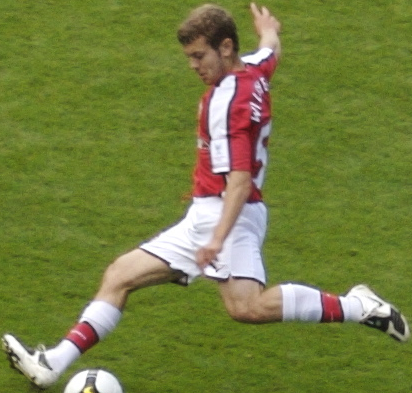
Wilshere im Jahr 2008 in seiner ersten Profisaison bei Arsenal

Zuvor hatte er im Februar 2008 mit seinem Debüt für die zweite Seniorenmannschaft („Arsenal Reserves“) gegen den FC Reading bereits einen weiteren Entwicklungsschritt gemacht und dabei das einzige Tor zum 1:0-Sieg erzielt. Im Frühjahr 2008 nahm Wilshere mit der U-16-Auswahl des FC Arsenal am „Atalanta Cup“, gewann dieses Turnier letztlich durch einen Sieg im Elfmeterschießen gegen Juventus Turin und wurde zum besten Spieler gewählt.

#### FC Arsenal
Während der Vorbereitung zur Spielzeit 2008/09 absolvierte Wilshere mehrere Partien für die erste Mannschaft des FC Arsenal, darunter vor allem beim vereinseigenen Emirates Cup gegen die prominenten Gegner Juventus Turin und Real Madrid. Cheftrainer Arsène Wenger zeigte sich von dem Auftritt einiger junger Talente während des Turniers beeindruckt und enthüllte später Wilsheres Beförderung in den Profikader. Dort übernahm dieser das Trikot mit der Nummer 19, das zuvor von Gilberto Silva getragen worden war. Am 13. September 2008 bestritt Wilshere gegen die Blackburn Rovers sein erstes Premier-League-Spiel und wurde als Einwechselspieler für Robin van Persie in der 84. Minute zu Arsenals jüngstem Ligaspieler (der Rekord von Gerry Ward hatte zuvor 55 Jahre lang Bestand gehalten). Zehn Tage später schoss er beim 6:0-Sieg gegen Sheffield United im Carling Cup sein erstes Pflichtspieltor für die erste Mannschaft des FC Arsenal.
2010 wurde er an den Ligakonkurrenten Bolton Wanderers ausgeliehen. Seit der Spielzeit 2010/11 ist er wieder bei Arsenal.
In der Saison 2010/11 avancierte Wilshere als zweiter defensiver Mittelfeldspieler neben Alexandre Song ab Dezember 2010 zum Stammspieler bei den Gunners. Sein Debüttreffer in der Premier League erzielte Wilshere am 27. November gegen Aston Villa zum 4:2-Endstand für Arsenal. Insgesamt bestritt Wilshere 35 Spiele in der Premier League, davon 31 als Stammspieler und 16 über 90 Minuten.
Wilshere fehlte zu Beginn der Saison 2011/12 aufgrund einer Knöchelverletzung, die er schließlich im September operieren ließ. Dadurch fiel er zunächst für die gesamte Hinrunde aus und als die Blessur nach der Jahreswende ein weiteres Mal zu massiven Beschwerden führte, endete die Saison für Wilshere endgültig. Erst seit September 2012 steht er wieder dem Kader der ersten Mannschaft zur Verfügung.
Bei der 3:6-Niederlage in der Saison 2013/14 gegen Manchester City ließ sich Wilshere zum Mittelfingerzeigen gegen einen City-Fan hinreißen, woraufhin man ihn zwei Spiele sperrte.
2018 erklärte Wilshere, dass er seinen auslaufenden Vertrag beim FC Arsenal nicht verlängern werde.

#### Karriereausklang
Zur Saison 2018/19 wechselte Wilshere ablösefrei zu West Ham United. Er unterschrieb einen Vertrag mit einer Laufzeit bis zum 30. Juni 2021. Am 5. Oktober 2020 wurde dieser Vertrag aufgelöst. Im Januar 2021 wechselte Wilshere in die zweite englische Liga zum AFC Bournemouth und unterschrieb einen Vertrag bis Saisonende. Anschließend war Wilshere für ein halbes Jahr ohne Klub, ehe er von Februar bis Juni 2022 beim dänischen Erstligisten Aarhus GF unter Vertrag stand. Im Juli 2022 gab Wilshere auf Twitter sein Karriereende bekannt.

### Nationalmannschaft
Wilshere durchlief verschiedene Juniorennationalmannschaft Englands. 2006, im Alter von 15, spielte er bereits erstmals für die U-17 der Landesauswahl. 2009 stand er im Kader der Mannschaft, die an der U-17-Euro in Deutschland teilnahm. Das Team kam jedoch nicht über die Vorrunde hinaus. Nach Ablauf des Turniers wurde er neben Akteuren wie Christopher Buchtmann, Lennart Thy und Patrick ter Mate als einer der 10 kommenden Stars des Fußballs ernannt. 2010 kam Wilshere zu seinem Debüt im Dress der U-21. Noch im gleichen Jahr, am 11. August 2010, spielte er erstmals unter A-Nationaltrainer Fabio Capello für die A-Elf Englands. Im Spiel gegen Ungarn wurde das Offensivtalent in der 83. Minute für Steven Gerrard eingewechselt. Am 2. Februar 2011 bestritt er sein erstes Spiel, gegen Dänemark(2:1) von Beginn an, wurde allerdings nach der ersten Halbzeit ausgewechselt. Aufgrund einer langwierigen Verletzung am Knöchel konnte Wilshere an der Europameisterschaft 2012 in Polen und der Ukraine nicht teilnehmen.
Bei der Europameisterschaft 2016 in Frankreich wurde er in das englische Aufgebot aufgenommen. Als Ergänzungsspieler wurde er im Auftaktspiel gegen Russland erstmals eingewechselt. Das dritte Gruppenspiel gegen die Slowakei durfte er von Beginn an bestreiten, als die Achtelfinalqualifikation bereits vorher feststand. Gegen Island wurde er schließlich in der Halbzeit ins Spiel gebracht, als England 1:2 zurücklag. Das Team verlor trotzdem und schied aus.

### Karriere als Trainer
Nach dem Ende seiner aktiven Profikarriere wurde er zunächst Trainer in der Jugend des FC Arsenal. Im Sommer 2024 wurde er unter Johannes Hoff Thorup Co-Trainer bei Norwich City. Nach dessen Aus im April übernahm er das Team interimsweise als Cheftrainer. Nachdem bekannt wurde, dass Wilshere in Norwichs Überlegungen zur Neubesetzung des Trainerpostens keine Rolle spielt, wurde sein Abschied in der Sommerpause angekündigt.

## Erfolge und Titel

### Verein
FC Arsenal
- Premier Academy League: 2008/09
- FA Youth Cup: 2008/09
- Victory Shield: 2006, 2007
- FA Cup: 2014, 2015
- FA Community Shield: 2014, 2015

### Persönliche Auszeichnungen
- Englands Nachwuchsspieler des Jahres: 2011
- PFA Team of the Year: 2011